# Danmarks ambassade i Singapore
Danmarks ambassade i Singapore er Danmarks officielle repræsentation i Singapore. Ambassaden blev etableret i 1965. 
Ambassadens primære opgaver omfatter at fremme politisk dialog, støtte danske virksomheder på det singaporeanske marked og yde konsulær bistand til danske borgere i Singapore. Derudover arbejder ambassaden for at styrke samarbejdet inden for områder som handel, kultur og uddannelse samt at understøtte bæredygtig udvikling og økonomisk vækst i Singapore. Ambassaden er også ansvarlig for Brunei.

## Historie
Relationerne mellem Danmark og Singapore har dybe rødder, der strækker sig tilbage til midten af 1800-tallet. I 1845 blev det første danske konsulat etableret i Singapore for at forberede ankomsten af det danske skib, Galathea, under dets jordomsejling. Dette markerede begyndelsen på de bilaterale relationer mellem de to lande. I 1965, efter Singapores uafhængighed, blev de diplomatiske forbindelser formelt etableret, hvilket har ført til et tæt samarbejde inden for områder som bæredygtig udvikling, smart cities og uddannelse.